# Hrabstwo Berrien (Georgia)

Piramida wieku hrabstwa

Hrabstwo Berrien (ang. Berrien County) – hrabstwo w stanie Georgia w Stanach Zjednoczonych. Jego siedzibą administracyjną jest Nashville.

## Geografia
Według spisu z 2000 r. obszar całkowity hrabstwa obejmuje powierzchnię 457,78 mil2 (1185,64 km²), z czego 452,41 mil2 (1171,74 km²) stanowią lądy, a 5,37 mil2 (13,91 km²) stanowią wody. 

### Miejscowości
- Alapaha
- Enigma
- Nashville
- Ray City

### Sąsiednie hrabstwa
- Hrabstwo Irwin (północ)
- Hrabstwo Coffee (północny wschód)
- Hrabstwo Atkinson (wschód)
- Hrabstwo Lanier (południowy wschód)
- Hrabstwo Lowndes (południe)
- Hrabstwo Cook (zachód)
- Hrabstwo Tift (północny zachód)

## Demografia
Według spisu w 2020 roku liczy 18,2 tys. mieszkańców, co oznacza spadek o 5,8% od poprzedniego spisu z roku 2010. Według danych pięcioletnich z 2021 roku, 85% populacji stanowili biali (79,9% nie licząc Latynosów), następnie 11,3% to byli czarnoskórzy lub Afroamerykanie, 1,9% było rasy mieszanej, 1,1% Azjaci i 0,6% to rdzenna ludność Ameryki. Latynosi stanowili 6% populacji hrabstwa.

## Religia
W 2020 roku największe grupy pod względem członkostwa, to: baptyści (4,4 tys.), ewangelikalni bezdenominacyjni (1,5 tys.), metodyści (0,9 tys.), zielonoświątkowcy (0,8 tys.) i katolicy (0,8 tys.). Do Kościoła katolickiego członkostwo deklaruje nieco mniej niż 5% populacji. 

## Polityka
Hrabstwo leży w bardzo silnie republikańskim obszarze. W wyborach prezydenckich w 2020 roku, 82,9% głosów otrzymał Donald Trump i 16,4% przypadło dla Joe Bidena. 